# Salto da Divisa
Salto da Divisa là một đô thị thuộc bang Minas Gerais, Brasil. Đô thị này có diện tích 943,647 km², dân số năm 2007 là 6896 người, mật độ 6,4 người/km².